# Dendrobium anosmum
Dendrobium anosmum é uma espécia de orquídea com longos caules em forma de cana, pendentes, de folhas opostas e decíduas, nativa da Malásia, Laos, Vietname, Filipinas, Indonésia e Papua-Nova Guiné.
Os caules crescem até alcançar 120 cm de comprimento, apresentando múltiplos nós envolvidos por uma fina baínha que acaba por romper, envolvendo folhas opostas, oblongas, elípticas e aguçadas.
A floração tem lugar no fim da primavera ou no verão, com 1 a 4 flores brotando de cada nó. As flores possuem uma fragrância suave e agradável, o que parece contradizer o nome da espécie, pois anosmum significa sem odor em latim. A fragrância é acentuada se a planta for exposta a períodos de luz intensa (mas nunca sol directo) sucedidos de escuridão total.
Deve receber água e adubo abundante no período de crescimento, desde o fim do inverno até ao verão. Necessita de um mínimo de água após a floração, a partir do outono, apenas quando e se os pseudobulbos murcharem. As folhas amarelecem e caem nesta altura, crescendo novamente na primavera. Prefere ficar suspensa, os caules crescem inicialmente para cima e caem depois. Poderá usar-se uma placa de cortiça para servir de apoio aos caules suspensos. Após a floração, os nós emitem raízes criando os chamadas keikis, tal como nas phalaenopsis, que podem dar origem a novas plantas.

## Sinónimos
- Callista anosma Kuntze 1891
- Callista macrophylla [Lindl.] Kuntze 1891
- Callista scortechinii Kuntze 1891
- Dendrobium anosmum var. dearei (Rolfe) Ames & Quisumb. 1935
- Dendrobium leucorhodum Schlecter 1879
- Dendrobium macranthum Hooker
- Dendrobium macrophyllum Lindl.
- Dendrobium retusum Llanos 1859
- Dendrobium scortechinii Hooker 1890
- Dendrobium superbum Rchb.f 1864
- Dendrobium superbum Rchb.f var anosmum Rchb.f
- Dendrobium superbum var. dearei Rolfe 1891
- Dendrobium superbum var. huttonii Rchb.f. 1869